# BTV (chaîne de télévision)
Pour les articles homonymes, voir BTV.
bTV est la première chaîne de télévision nationale privée en Bulgarie.

## Histoire
Lancée en l'an 2000 sur le site du canal fermé Efir 2, qui était la deuxième chaîne de télévision nationale bulgare BNT. 
bTV est le principal canal bTV Media Group. D'autres canaux de groupe de médias bTV action, bTV Comedy, bTV Cinema, bTV Lady et Ring.bg. Media Group est détenu par Central European Media Enterprises, qui fait partie du groupe multinational Time Warner.
En 2010, bTV est détenue par Balkan Nouvelles Corporation. Cette même année, a été acheté par Central European Media Enterprises une valeur de 400 millions. Dollars.
Le canal de programme est distribué par 19 principaux émetteurs 700 et répéteurs stations à travers le pays. Sortie et le réseau des câblo-opérateurs dans le pays et dans toute l'Europe par satellite.
En 2009, le groupe de médias lance deux canaux avec le contenu du film essentiellement thématique - bTV Cinema et bTV Comedy. Dans la même année bTV mis à jour le logo et la présentation graphique. En 2010, le canal Pro est un rebranding de bTV action et vise principalement public masculin. Le dernier canal de médias est bTV Lady, qui vise à un public féminin.
En 2012 bTV a commencé à diffuser en haute qualité HD et est ainsi devenu la première chaîne nationale, qui a diffusé en qualité HD en changeant la forme de diffusion 16: 9. Le canal de nouveau changé le logo et la vision.
Au fil des années, plusieurs canaux sont diffusés les différents formats de réalité. Les plus célèbres sont: Musique Idol, Survivor, Dancing Stars, Got Talent de la Bulgarie et d'autres.
Les plus célèbres émissions de bTV sont Show Slavi, BTV nouvelles, bandes dessinées et plus encore. A feuilletons populaires qui sont diffusées sont: Revolution Z, Elle et Lui, Où est Maggie, la famille et les autres.
Le siège de la chaîne est à Sofia.